# André Nicolet
André Louis Nicolet (4 de marzo de 1950-14 de febrero de 2024) fue un deportista suizo que compitió en vela en la clase Flying Dutchman. Ganó una medalla de oro en el Campeonato Mundial de Flying Dutchman de 1977 y una medalla de bronce en el Campeonato Europeo de Flying Dutchman de 1975.

## Palmarés internacional
| Campeonato Mundial | Campeonato Mundial | Campeonato Mundial | Campeonato Mundial |
| Año                | Lugar              | Medalla            | Clase              |
| ------------------ | ------------------ | ------------------ | ------------------ |
| 1977               | Torbole (Italia)   | Medalla de oro     | Flying Dutchman    |
| Campeonato Europeo |                    |                    |                    |
| Año                | Lugar              | Medalla            | Clase              |
| 1975               | Travemünde (RFA)   | Medalla de bronce  | Flying Dutchman    |